# Черевань, Александр Викторович
Александр Викторович Черевань (укр. Олександр Вікторович Черевань; род. 25 января 1952) — украинский государственный деятель, начальник Главного управления разведки Службы безопасности Украины, генерал-лейтенант запаса.
декабрь 2000 — июнь 2003 — начальник Главного управления разведки СБУ.